# Richard K. H. Burkart
Richard K. H. Burkart (* 1950 in Memmingen) ist ein deutscher Bildender Künstler aus Berlin.

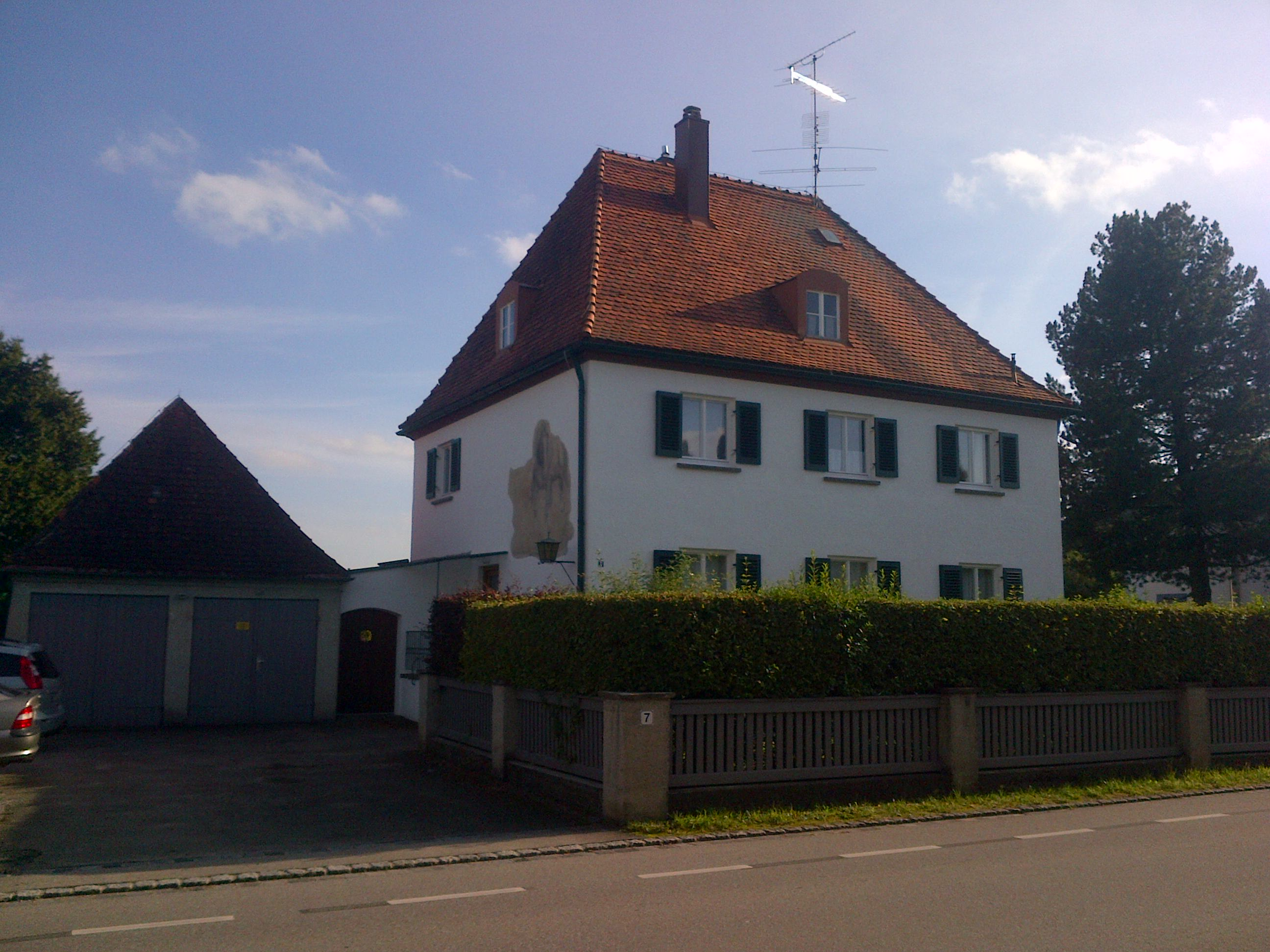
Elternhaus von Richard Burkhart

## Leben
Burkart wuchs im oberschwäbischen Erkheim in Bayern auf, ging 1968 nach West-Berlin und studierte von 1973 bis 1980  an der Hochschule der Bildenden Künste. Dort wurde er Meisterschüler bei Fred Thieler, dem Altmeister des Informel. Parallel dazu verlief sein Studium der Germanistik. Zusätzlich hatte er ein prägendes Arbeitsverhältnis am legendären Theater Schaubühne am Halleschen Ufer, unter anderem als Bühnenmaler. Im Zusammenhang mit biografischen Erlebnissen – familiäre Sozialisation, Internats-/Heimaufenthalte, Polithippiezeit, autodidaktischen kulturwissenschaftlichen Studien – entwickelte er eine ästhetische Symbiose von Wort, Motiv und Idee in bildlichen und plastischen Arbeiten in verschiedenen Techniken und Materialien.
Seine Werke sind in zahlreichen Bibliotheken, Museen und anderen Institutionen vertreten. Besonders ist er durch Kunstspenden an diverse Einrichtungen bekannt geworden.

## Werke (Auswahl)
- Projekt „Romantics“ Bilder, Modelle, Plastiken, Papierarbeiten; Frottagen; 1996–2000
- Berlin, Ulysses, Babylon; 40 Malerbücher; 2003–2011